# Rádonya
Rádonya (románul: Radimna, szerbül: Радимна) falu Romániában, a Bánságban, Krassó-Szörény megyében. Az első világháborúig Krassó-Szörény vármegye Újmoldovai járásához tartozott.

## Nevének változásai
1840-ben Radima, 1873-1900-ig Radimna az elnevezése.

## Népessége
- 1900-ban 804 lakosából 694 volt szerb, 94 román, 6 német és 1 magyar anyanyelvű; 799 ortodox, 4 izraelita és egy római katolikus vallású.
- 1992-ben 602 lakosából 504 volt szerb, 97 román és 1 magyar nemzetiségű, 565 volt ortodox, 33 baptista, 1 református és 3 egyéb vallású.

## Külső hivatkozások
- BANATerra
- Erdélyi Riport